# 白玉乡 (久治县)
白玉乡，是中华人民共和国青海省果洛藏族自治州久治县下辖的一个乡镇级行政单位。

## 行政区划
白玉乡下辖以下地区：
龙格牧委会、白玉牧委会、牧羊牧委会、科索牧委会和俄科牧委会。